# Camera de Comerț și Industrie a României
Camera de Comerț și Industrie a României (CCIR) este organismul național de reprezentare a 41 de camere de comerț acreditate din România. Cele 12.000 de firme din Topul Camerei de Comerț generează 61% din cifra de afaceri a tuturor companiilor, care au depus bilanțul la organele fiscale până la data de 31 iulie 2018.

## Istoric
Încă de la înființarea primelor Camere de Comerț în anul 1864 – prin semnarea Decretului Domnesc nr. 1363 de către Domnitorul Alexandru Ioan Cuza, activitatea Camerelor de Comerț a fost corelată cu realitățile economice, oferind comercianților servicii în sfera învățământului comercial și industrial și a relațiilor internaționale. Camerele de Comerț au contribuit la liberalizarea comerțului, modernizarea transporturilor și a comunicațiilor și la extinderea și consolidarea pieței interne. Aceasta a fost înființată la propunerea lui Constantin Alexandru Rosetti și a lui Ștefan Golescu.
Conform Decretului Domnesc semnat de Alexandru Ioan Cuza adoptat în 1864, s-au înființat 15 Camere de Comerț pe teritoriul Principatelor Unite – București, Turnu-Severin, Craiova, Turnu-Măgurele, Giurgiu, Brăila, Galați, Ismail, Bârlad, Iași, Piatra-Neamț, Bacău, Focșani, Botoșani și Ploiești. Prima Cameră de Comerț care a început să funcționeze a fost Camera de Comerț din București, în anul 1868. 
După aproape două decenii de încercări pentru modificarea legii Camerelor de Comerț, în 1886, negustorii au reușit să obțină o nouă lege, Decretul Regal 1551, semnat de Regele Carol I. A doua lege a Camerelor de Comerț prevedea scoaterea acestora de sub autoritatea guvernamentală, dar și reducerea numărului Camerelor de Comerț de la 15 la 10. Această lege a rămas în vigoare pentru aproape 40 de ani, când a fost modificată de Parlamentul României Mari, pentru a corespunde realităților noului stat român. Prin Decretul Regal 102 din 1925, Regele Ferdinand a reformat Sistemul Cameral din România, sporind numărul Camerelor de Comerț și competențelor acestora. 
A treia lege a Camerelor de Comerț (Legea din 1925) prevedea înființarea unei organizații naționale, care să reprezinte toate Camerele teritoriale, sub forma Uniunii Camerelor de Comerț și Industrie. Camerele au funcționat ca instituții publice autonome, cu un comisar guvernamental desemnat pentru fiecare Cameră, până în anul 1938, când au trecut în subordinea Ministerului Economiei Naționale.
Camerele de Comerț și Industrie din România au fost desființate în anul 1949, prin Decretul nr. 74 al Prezidiului Marii Adunări Naționale a Republicii Populare Române. Singura Cameră care a continuat să funcționeze, cu competențe diminuate și sub control strict al regimului comunist, a fost Camera de Comerț și Industrie din București, reorganizată sub forma Camerei de Comerț Exterior a Republicii Populare Române. Ulterior, instituția a devenit Camera de Comerț și Industrie a Republicii Socialiste România, începând cu anul 1971. 
După Revoluția din 1989, Guvernul României a adoptat Decretul Lege nr. 139 din 1990 privind Camerele de Comerț și Industrie, momentul renașterii Sistemului Camerelor de Comerț. Noilor Camere de Comerț li s-a acordat statutul de organizații non-guvernamentale, asociative ale mediului de afaceri, ca principali piloni ai economiei de piață, dominată de antreprenorii privați. Odată cu reînființarea Camerelor de Comerț tradiționale, a fost creat și sistemul Registrului Comerțului în cadrul Camerelor de Comerț și Industrie din țară. 
Actualmente, Sistemul Cameral din România este reglementat prin Legea nr. 335 din 2007 privind Camerele de Comerț din România, completată de Legea nr. 39/2011. Organizarea actuală se aseamănă cu sistemul legii din 1925, existând câte o Cameră de Comerț în fiecare reședință de județ, acestea fiind grupate în cadrul Camerei de Comerț și Industrie a României (denumită Uniunea Camerelor de Comerț și Industrie în perioada interbelică).

## Misiune
Consecventă misiunii specifice a rețelei mondiale a Camerelor de Comerț, Camera de Comerț și Industrie a României (CCIR), reprezentant instituționalizat al mediului de afaceri românesc, susține comunitatea de business și interesele acesteia, prin demersuri specifice de reprezentare și advocacy, concretizate printr-un dialog deschis cu autoritățile administrației publice, mediul asociativ și organismele internaționale publice și private.

## Viziune
Camera de Comerț și Industrie a României se poziționează drept un factor de moderație între decidentul politic și mediul privat, fiind pe deplin angajată în conturarea și influențarea politicilor publice de susținere a antreprenoriatului și a mediului de afaceri, menite să stimuleze dezvoltarea și competitivitatea companiilor și dinamizarea nivelului investițiilor.
Cooperarea cu autoritățile administrației publice, dezvoltarea proiectelor cu partenerii externi, diplomația economică și vocea unitară la nivel de sistem – în sensul prioritizării și convergenței intereselor Camerelor de Comerț și ale comunității de afaceri naționale, sunt aspecte ce contribuie la consolidarea rolului rețelei camerale românești în rândul organismelor reprezentative ale mediului de afaceri din România și la materializarea proiectului cameral unitar.

## Susținere și reprezentare
Prin statutul conferit de legislația în vigoare, Camera de Comerț și Industrie a României contribuie la elaborarea de politici economice în urma consultării cu mediul de afaceri și inițiază proiecte menite să stimuleze atragerea investițiilor străine, un aspect esențial în vederea dezvoltării viitoare a României. 
CCIR este în totalitate angajată în dezbaterile din spațiul public privind proiectele de acte normative cu impact asupra mediului de afaceri și militează pentru cultivarea și extinderea unei culturi transparente a autorităților publice, condiție esențială pentru o atmosferă economică sănătoasă pe plan intern, dar și pentru promovarea externă a României.

## Membri
Membrii Camerei Naționale pot fi:
a) Membri de drept, categorie alcătuită din camerele de comerț județene, astfel cum sunt definite
de Legea nr. 335/2007, cu modificările și completările ulterioare;
b) Membri asociați, categorie alcătuită din persoane juridice înscrise în Registrul Asociațiilor și Fundațiilor sau în Registrul Patronatelor;
c) Membri de onoare, categorie alcătuită din persoane fizice, personalități care s-au remarcat în domeniile de interes ale Camerei Naționale și care, prin activitatea lor, sprijină organizația în realizarea obiectivelor acesteia.

## Rețeaua Camerelor de Comerț și Industrie din România
Camerele de comerț sunt organizații autonome, neguvernamentale, apolitice, fără scop patrimonial, de utilitate publică, cu personalitate juridică, create în scopul de a reprezenta, apăra și susține interesele membrilor lor și ale comunității de afaceri în raport cu autoritățile publice și cu organismele din țară și din străinătate.
Sistemul Camerelor de Comerț și Industrie din România deține avantaje exclusive, precum cea mai bună reprezentativitate la nivel național – există o Cameră de Comerț și Industrie în fiecare județ al țării și o ofertă de servicii de sprijin dedicate pentru comunitatea de afaceri, potențată de relația directă cu cele importante companii din fiecare județ.

## Conducerea
Președintele CCIR este Mihai Daraban, din iunie 2014. Președintele CCIR este ales de Adunarea Generală a Membrilor. Mihai Daraban, a fost reales cu unanimitate de voturi, prin vot secret, Președinte al CCIR pentru un nou mandat  de Adunarea Generală a Membrilor din 10 noiembrie 2017.